# Inca à queue blanche
Coeligena phalerata
Espèce
Statut de conservation UICN

 NT  : Quasi menacé
Statut CITES
L'Inca à queue blanche (Coeligena phalerata) est une espèce de colibris de la sous-famille des Lesbiinae et de la tribu des Heliantheini.

## Distribution
Cet oiseau est endémique de la Sierra Nevada de Santa Marta (Colombie).

Carte de répartition de l'espèce

## Référence
(en) « Neotropical Birds Online », Cornell Lab of Ornithology, 28 août 2011